# TV Guide (Vereinigte Staaten)

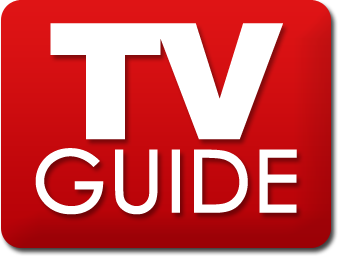
Logo von TV Guide

TV Guide ist eine US-amerikanische zweiwöchentlich erscheinende Programmzeitschrift. Das Magazin beinhaltet zum Großteil TV-News, Fernsehprogramme, Interviews und TV-Listen.
Der National TV Guide wurde am 3. April 1953 zum Verkauf angeboten. Das Titelblatt der Erstausgabe zierten damals Lucille Ball und Desi Arnaz Jr.
Anfang der 1990er Jahre übernahm TV Guide den Prevue Channel und benannte ihn in TV Guide Channel um. Der Sender zeigt unter anderem Talkshows, Gespräche mit Prominenten, Werbung und Film-Trailer. Am unteren Rand des Bildschirms werden während der Sendungen diverse TV-Listen aufgeführt. Das Programm des TV Guide Channels ist nur wenig anspruchsvoll, und so kann es auch vorkommen, dass dieselbe Sendung mehrmals am Tag ausgestrahlt wird.